# Mimela kalesarensis
Mimela kalesarensis är en skalbaggsart som beskrevs av Ghai, Chandra och Ramamurthy 1988. Mimela kalesarensis ingår i släktet Mimela och familjen Rutelidae. Inga underarter finns listade i Catalogue of Life.